# Nikoleta
Nikoleta (auch Nikoletta) ist ein weiblicher Vorname. Er ist ein Diminutiv des Namens Nikola.

## Herkunft und Bedeutung
Der Name ist auf dem männlichen Vornamen Nikolaus zurückzuführen, welcher sich aus dem Griechischen ableitet: „Nikólaos“ entstand aus nikáo „siegen“ und laós „Volk“. Daraus resultiert die Bedeutung „Sieger des Volkes“.

## Varianten
Nicoletta, Nicoletta, Nicolette, Nicollette

## Bekannte Namensträgerinnen
Nikoleta
- Nikoleta Bojtschewa (* 1994), bulgarische Fußballnationalspielerin
- Nikoleta Kyriakopoulou (* 1986), griechische Stabhochspringerin
- Nikoleta Perović (* 1994), montenegrinische Volleyballspielerin
- Nikoleta Stefanova (* 1984), bulgarisch-italienische Tischtennisspielerin

Nikoletta
- Nikoletta Lakos (* 1978), ungarische Schachspielerin